# Vimbelle

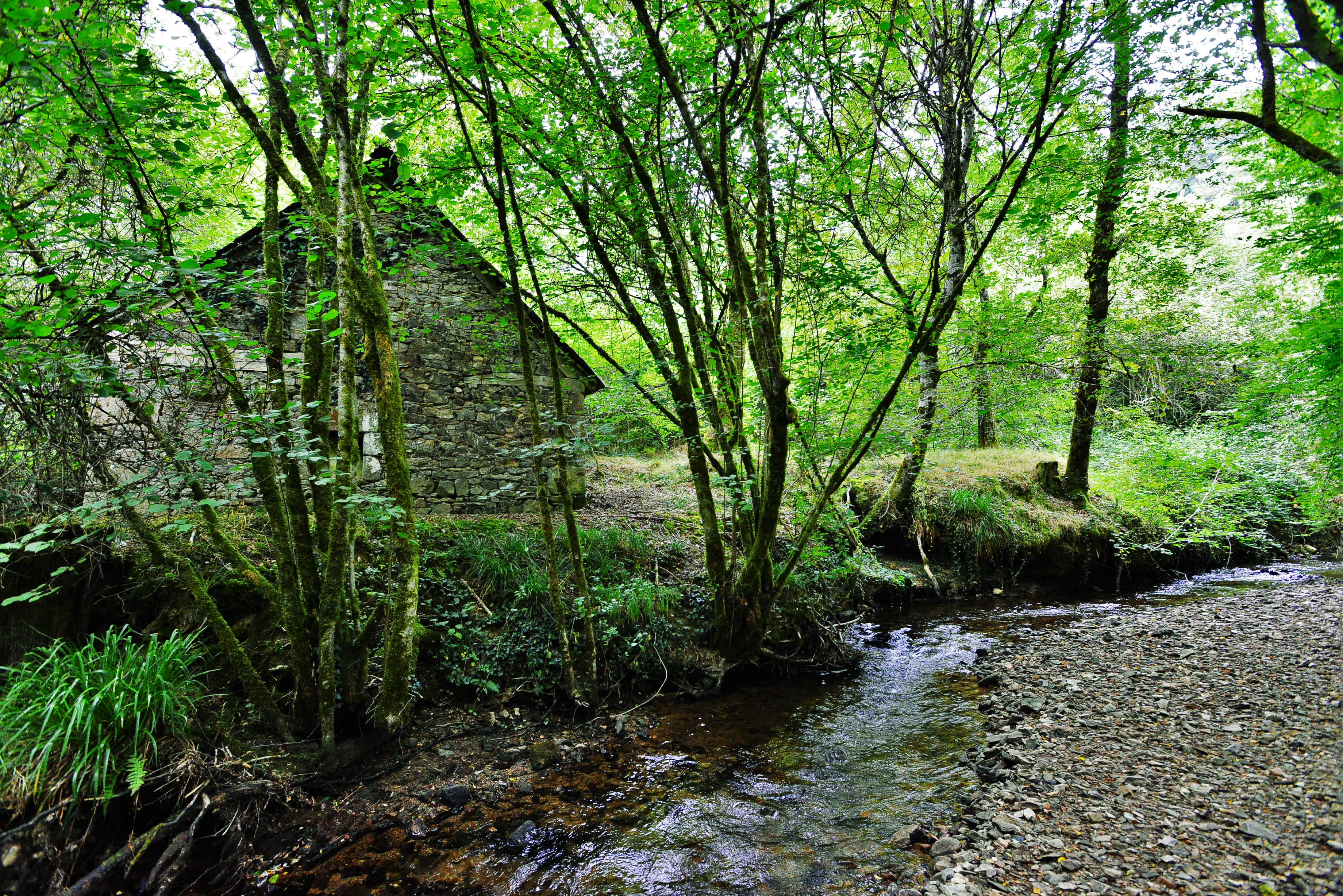
Vimbelle

Vimbelle – francuska rzeka w departamencie Corrèze. Rzeka jest prawym dopływem Corrèze. 
Rzeka ma swoje źródła w gminie Chaumeil w Masywie Monédières. Jej długość wynosi 22 km, a powierzchnia dorzecza – 147 km².